# 14275 Dianemurray
14275 Dianemurray (2000 BR26) là một tiểu hành tinh vành đai chính được phát hiện ngày 30 tháng 1 năm 2000 bởi Nhóm nghiên cứu tiểu hành tinh gần Trái Đất phòng thí nghiệm Lincoln ở Socorro.